# Cosham

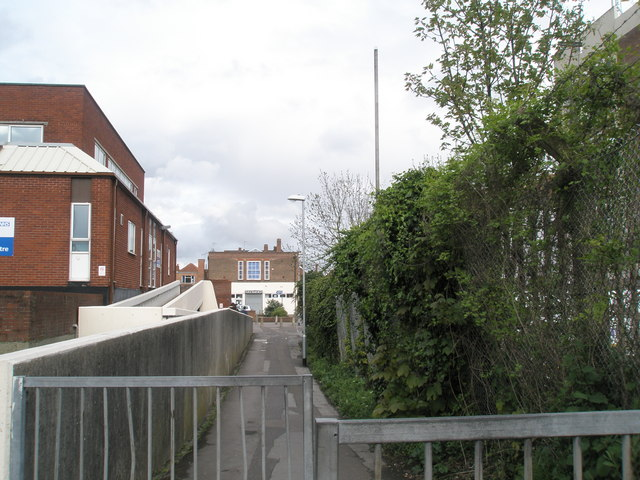
Callejón desde el centro de salud de Coham hasta el centro comunitario de Cosham.

Cosham (/ˈkɒsəm/) es un suburbio norteño de Portsmouth que se encuentra dentro del límite de la ciudad pero cerca de la isla de Portsea. Se menciona en el libro Domesday de 1086 junto con Drayton y Wymering (continente) y Bocheland (Buckland), Frodington (Fratton) y Copenore (Copnor) en la isla.
El nombre es de origen sajón (mostrado por el sufijo -ham) y significa "la hacienda de Cossa". Aunque se pronunció correctamente /ˈkɒsəm/, la segunda mitad del siglo XX vio que la variante incorrecta /ˈkɒʃəm/ se volvió más ampliamente utilizada. Hasta la década de 1920 era un pequeño pueblo separado rodeado de campos de cultivo (incluso en el extremo norte de la isla de Portsea).
El extenso crecimiento suburbano se expandió luego alrededor del pueblo y tanto al este como al oeste a lo largo de las laderas de Portsdown Hill. Durante muchos años ha sido un centro de rutas locales como punto de atracción para los autobuses que entran y salen de Portsmouth y ofrece tres rutas ferroviarias a Londres. La estación de ferrocarril de Cosham fue hasta 1935 la terminal para tranvías y trolebuses de la ciudad desde el sur y tranvías de Portsdown y Horndean Light Railway hacia el norte. High Street es un importante centro comercial local. Quedan pocos vestigios de la aldea original; las casas más antiguas (la casita de tiza de 1777 y las casitas de piedra milla de 1793) fueron demolidas en la década de 1960 y reemplazadas por un aparcamiento, pero el antiguo hito que muestra el kilometraje a Londres, Petersfield y Portsmouth sigue siendo. El interior de la iglesia de San Felipe (1938) en Highbury es citado como un buen ejemplo de la obra de Ninian Comper. De hecho,"Las 1000 mejores iglesias parroquiales de Inglaterra" (autor Sir Simon Jenkins) considera a St. Philip's como la única iglesia parroquial en Portsmouth que merece la pena visitar por sus méritos arquitectónicos.
Cosham también alberga la sede central de IBM UK Ltd en el Reino Unido. El sitio conocido como "North Harbour" fue construido en la década de 1970, siendo el lugar seleccionado debido a los cortes de trabajo por la Marina Real durante el tiempo.